# Claudicação
Claudicação (do latim claudicare, mancar) é um termo médico usado geralmente para se referir ao comprometimento da capacidade de caminhar (marcha), seja por dor, desconforto, dormência ou cansaço nas pernas que piora progressivamente durante uma caminhada e é aliviado pelo repouso.
Claudicação a duas quadras, significa que o desconforto começa após andar duas quadras. Quanto menor o tempo de caminhada antes do desconforto, maior a gravidade da doença.

## Causas
Vascular
A claudicação intermitente é um sintoma característico da insuficiência de circulação arterial nos membros inferiores:
A claudicação intermitente é uma sensação dolorosa nas pernas que se torna presente durante os exercícios ou caminhar e ocorre como um resultado do déficit de suprimento do oxigênio. Pode ser dividida em limitante ou não limitante. A claudicação limitante consiste em uma dor muscular que surge no indivíduo após ter percorrido uma determinada distância, assim obrigando-o a parar, essa dor passa após alguns minutos parado.
A importância do estudo da claudicação intermitente é tão grande, que o Serviço de Cirurgia Vascular do Instituto Central criou um grupo de estudo e um ambulatório especialmente para esses casos. Nele os pacientes recebem orientação fisioterápica, são acompanhados durante o tratamento e, quando existe necessidade, são operados por técnicas cirúrgicas ou endovasculares.
Geralmente o problema está na panturrilha, sintoma de uma doença vascular periférica, mas também pode estar no tornozelo, pé, coxa, pélvis ou glúteos.
Neurológica
A claudicação espinhal ou neurogênica não se deve à falta de suprimento sanguíneo, mas sim à compressão ou inflamação da raiz nervosa. Pode ser um sintoma de hérnia de disco a nível de L4, L5 ou S1 ou ciática. A dor aumenta com movimentos que comprimam mais o nervo e diminui com movimentos que o comprimam menos, portanto há várias manobras para descobrir onde está o problema. Quando o músculo piriforme é o responsável mancar é um dos sintomas da síndrome piriforme.